# 杨护
楊護（?—?），字號不詳。
唐玄宗天寶六年（747年）丁亥科狀元，主考官是禮部侍郎李岩，同科的有包佶。官至水部郎中。事蹟失考。